# Jovte, Sloveanoserbsk
Jovte (în ucraineană Жовте) este localitatea de reședință a comunei Jovte din raionul Sloveanoserbsk, regiunea Luhansk, Ucraina.

## Demografie
Componența lingvistică a localității Jovte
     Rusă (60,75%)
     Ucraineană (38,87%)
Conform recensământului din 2001, majoritatea populației localității Jovte era vorbitoare de rusă (60,75%), existând în minoritate și vorbitori de ucraineană (38,87%).